# Людвинская, Татьяна Фёдоровна
Татьяна Фёдоровна Людвинская (1887—1976) — активная участница революционного движения.

## Биография
Татьяна Фёдоровна Людвинская родилась 5 (17) мая 1887 года в городе Тальное Черкасской области в семье торговца.
С 1900 года она трудилась в трикотажной мастерской в городе Умань. С 1903 года стала членом Российской социал-демократической рабочей партии и начала заниматься партийной работой в Одессе. В 1905—1907 годах Татьяна Фёдоровна была членом Одесского общегородского комитета Российской социал-демократической рабочей партии и ответственным парторганизатором районного комитета партии, принимала активное участие в революционных событиях в Одессе. Была участницей петербургской конференции РСДРП в Териоках в 1907 году, где встретилась с В. И. Лениным и информировала его о положении дел в партийной организации Одессы. В 1907—1909 годах являлась членом Петербургского комитета. В 1909 году в Петербурге Людвинская была арестована и заключена в Литовский замок. Партийное прозвище - Акушерка.
Отбыв наказание, в 1911 году она эмигрировала в Париж, где пробыла до 1917 года, являясь членом комитета и секретарём Парижской секции большевиков. В мае 1917 года Татьяна Фёдоровна приехала в Петроград, после чего была организатором уездного комитета РСДРП(б) города Богородск (ныне — Ногинск), а в октябре стала членом военно-революционного комитета Сущёвско-Марьинского района Москвы.
После Великой Октябрьской революции 1917 года Людвинская стала членом Московского комитета Российской коммунистической партии большевиков и Московского городского совета. С 1920 года она была в Сокольническом, а затем в Краснопресненском районных комитетах партии. В 1925‒1926 годах Татьяна Фёдоровна работала секретарём Ярославского городского комитета ВКП (б). В 1927‒1931 годах — заведующая кабинетом партийной работы МК ВКП (б).
В 1930 году она стала членом Президиума Всесоюзного общества старых большевиков. Татьяна Фёдоровна была делегатом VIII, X и XIV съездов партии. С 1936 года стала персональным пенсионером.
Людвинская Татьяна Фёдоровна умерла в 1976 году. Похоронена на Новодевичьем кладбище города Москвы.

## Награды
- 2 ордена Ленина